# Raymond Plaza
Pour les articles homonymes, voir Plaza.
Raymond Plaza, né le 3 avril 1932 à Courbevoie, de parents ayant émigré d'Espagne, est un coureur cycliste français. Professionnel de 1955 à 1962,, il remporte notamment une étape du Tour des Provinces du Sud-Est en 1957, devant Jean Stablinski.
Après sa carrière sportive, il se reconvertit en ouvrant avec son épouse, un magasin de fleurs.
Il est le père de l'animateur de télévision Stéphane Plaza,,.

## Palmarès

### Palmarès amateur
- 1951
  - Paris-Melun
  - Paris-Dieppe
- 1953
  - Paris-Dieppe
  - Grand Prix de Boulogne-Billancourt

### Palmarès professionnel
- 1957
  - 1re étape du Tour des Provinces du Sud-Est
- 1959
  - 2e du Circuit boussaquin
  - 3e du Tour de Picardie

### Résultats sur les grands tours

#### Tour de France
1 participation
- 1957 : abandon (3e étape)

#### Tour d'Espagne
1 participation 
- 1959 : hors délais (4e étape[7])